# Primera Divisió (1997/1998)
Primera Divisió 1997/1998 był to 3. sezon andorskiej pierwszej klasy rozgrywkowej w piłce nożnej. Brało w niej udział 11 zespołów, które grały ze sobą systemem „każdy z każdym”. Mistrzostwo Andory obronił CE Principat, dla którego był to drugi tytuł mistrzowski w historii klubu. 

## Zasady rozgrywek
W rozgrywkach brało udział 11 drużyn, walczących o tytuł mistrza Andory w piłce nożnej. Każda z drużyn rozegrała po 2 mecze ze wszystkimi przeciwnikami (razem 20 spotkań). Żaden z zespołów nie spadł do niższej klasy rozgrywkowej, ponieważ Segona Divisió powstała w 1999.

## Drużyny
| Uczestnicy poprzedniej edycji                                                                                 | Uczestnicy poprzedniej edycji | Uczestnicy poprzedniej edycji | Uczestnicy poprzedniej edycji |
| --- | ----------------------------- | ----------------------------- | ----------------------------- |
| PRI | CE Principat                  | 1                             |                               |
| VET | FC Veterans d’Andorra         | 2                             |                               |
| ENC | FC Encamp                     | 3                             |                               |
| SFC | FC Santa Coloma               | 4                             |                               |
| SCE | Sporting Club d’Escaldes      | 6                             |                               |
| SJU | UE Sant Julià                 | 7                             |                               |
| MAS | Deportivo La Massana          | 8                             |                               |
| INT | Inter Club d’Escaldes         | 9                             |                               |
| VAL | Gimnàstic Valira              | 9                             |                               |
| |                               |                               |                               |
| BEN | CE Benito                     |                               |                               |
| ENG | FC Engolasters                |                               |                               |
| Oznaczenia: - kolumna pierwsza – skróty nazw drużyn, - kolumna trzecia – miejsce zajęte w poprzednim sezonie. |                               |                               |                               |

## Stadiony
Wszystkie drużyny grające w Primera Divisió rozgrywały wszystkie spotkania ligowe na Estadi Comunal d'Aixovall w Aixovall.

## Tabela końcowa
| Lp. | Drużyna                  | M  | Z  | R | P  | Bramki | Bramki | Różn. | Pkt | Uwagi                                |
| --- | ------------------------ | -- | -- | - | -- | ------ | ------ | ----- | --- | ------------------------------------ |
| 1   | CE Principat (M, P)      | 20 | 18 | 2 | 0  | 89     | 9      | +80   | 56  | Puchar UEFA • I runda kwalifikacyjna |
| 2   | FC Santa Coloma          | 20 | 18 | 1 | 1  | 99     | 11     | +88   | 55  |                                      |
| 3   | FC Encamp                | 20 | 11 | 5 | 4  | 57     | 27     | +30   | 38  |                                      |
| 4   | Inter Club d’Escaldes    | 20 | 11 | 2 | 7  | 34     | 28     | +6    | 35  |                                      |
| 5   | Sporting Club d’Escaldes | 20 | 7  | 4 | 9  | 37     | 63     | −26   | 25  |                                      |
| 6   | FC Engolasters           | 20 | 7  | 3 | 10 | 30     | 45     | −15   | 24  |                                      |
| 7   | CE Benito                | 20 | 7  | 2 | 11 | 30     | 52     | −22   | 23  |                                      |
| 8   | Deportivo La Massana     | 20 | 6  | 4 | 10 | 24     | 39     | −15   | 22  |                                      |
| 9   | UE Sant Julià            | 20 | 6  | 2 | 12 | 35     | 54     | −19   | 20  |                                      |
| 10  | FC Veterans d’Andorra    | 20 | 3  | 3 | 14 | 20     | 70     | −50   | 12  |                                      |
| 11  | Gimnàstic Valira         | 20 | 2  | 0 | 18 | 27     | 84     | −57   | 6   |                                      |

## Wyniki
| Gospodarz \ Gość         | VET | VAL  | BEN | ENC | SCE  | INT | ENG | MAS | PRI  | SFC  | SJU |
| FC Veterans d’Andorra    |     | 1:4  | 1:1 | 0:3 | 2:3  | 0:1 | 1:1 | 2:3 | 0:5  | 0:8  | 3:2 |
| Gimnàstic Valira         | 0:2 |      | 2:5 | 0:4 | 0:4  | 1:2 | 0:5 | 1:2 | 0:12 | 0:4  | 0:2 |
| CE Benito                | 3:0 | 2:1  |     | 0:3 | 0:4  | 1:0 | 1:0 | 0:6 | 1:9  | 0:4  | 0:2 |
| FC Encamp                | 8:1 | 6:2  | 6:0 |     | 3:3  | 1:0 | 2:2 | 1:0 | 0:2  | 2:5  | 2:0 |
| Sporting Club d’Escaldes | 1:1 | 5:1  | 0:5 | 2:4 |      | 1:3 | 1:0 | 2:1 | 1:7  | 1:5  | 2:4 |
| Inter Club d’Escaldes    | 4:0 | 2:1  | 1:0 | 2:2 | 5:1  |     | 1:2 | 0:0 | 1:7  | 1:5  | 3:0 |
| FC Engolasters           | 3:1 | 3:2  | 3:1 | 1:6 | 2:4  | 0:2 |     | 3:0 | 1:2  | 0:8  | 2:0 |
| Deportivo La Massana     | 0:2 | 2:10 | 1:1 | 1:1 | 1:1  | 0:1 | 2:0 |     | 0:5  | 0:1  | 1:0 |
| CE Principat             | 7:0 | 6:0  | 4:2 | 1:1 | 6:0  | 2:1 | 7:1 | 3:0 |      | 1:0  | 2:0 |
| FC Santa Coloma          | 7:0 | 11:0 | 2:1 | 2:1 | 12:0 | 3:0 | 3:0 | 3:0 | 0:0  |      | 6:2 |
| UE Sant Julià            | 6:3 | 4:2  | 3:6 | 3:1 | 1:1  | 1:4 | 1:1 | 2:4 | 0:1  | 2:10 |     |

Źródło: RSSSF
Objaśnienia:
1Drużyna gospodarzy jest wymieniona po lewej stronie tabeli.
Kolory: zielony – zwycięstwo gospodarzy, żółty – remis, różowy – zwycięstwo gości.